# Ballade (Unterhaltungsmusik)
Als Ballade wird in der Unterhaltungsmusik ein emotionales, meist langsam gespieltes Musikstück bezeichnet.
Balladen finden sich in den meisten Musikgenres wie Pop, Rhythm and Blues, Soul, Country, Folk, Rock und elektronischer Musik. Für Rockballaden hat sich, vor allem in Bezug auf Metal-Bands, auch die Bezeichnung Powerballade etabliert. Laut Musikjournalist Charles Aaron entstanden Powerballaden in den frühen 1970er Jahren, als Rockbands versuchten, dem Publikum tiefgreifende Botschaften zu vermitteln.
Üblicherweise verwenden Balladen akustische Instrumente wie Gitarre, Klavier, Saxophon und manchmal ein Orchesterset. Einige Balladen enthalten Klänge aus Synthesizer oder Drumcomputer.